# 麥雅緻
麥雅緻（英語：Angie Mak，1981年6月17日—），前香港女藝人，曾是無綫電視藝員及主持。她於2005年參選香港小姐落選，後加入娛樂圈，丈夫為現無綫電視演員張頴康。

## 背景
麥雅緻於香港出生，是家中獨女，早年就讀德雅小學，曾參與教育電視演出。11歲小學畢業後隨父母移民美國三藩市，在當地完成高中課程後於三藩市大學修讀教育學士學位，繼而到幼兒院工作，再轉職教育部門。基於生活平淡且無綫電視當時正在招募海外選美佳麗，她後來於2005年回港，希望藉著3個月的受訓期去磨練自己。雖然麥雅緻落選，她藉此加入香港演藝圈，並成為無綫電視選下藝人，既參演劇集，又主持過收費頻道、健康台、兒童台以及財經台節目，直至2018年約滿後離開。2019年，她重返校園修讀碩士課程。

## 個人生活
麥雅緻的丈夫為現無綫電視演員張頴康，兩人育有三名子女。她與對方結緣於2006年萬千星輝賀台慶，當時他們為台慶舞蹈演出排舞，透過交談而變成朋友。及後，麥雅緻收聽新城電台廣播節目「新香蕉俱樂部」時得知電台更改了播放時間，於是去搜尋相關資訊，結果發現張頴康是其中一位主持。他們由此打開話題，漸漸於2012年結為一對。

## 演出作品

### 電視劇（無綫電視）
- 2007年《同事三分親》飾 女明星 (第110集)
- 2012年《愛·回家 (第一輯)》飾 Baby Chu
- 2012年《法網狙擊》飾 Audrey
- 2014年《愛我請留言》飾 董美娟
- 2017年《與諜同謀》飾 鄒珮瑚

### 節目主持（無綫電視）
- 《創富坊》
- 《娛樂直播》
- 《更上一層樓》
- 《事必關己》
- 《東張西望》

### 節目嘉賓（無綫電視）
- 2016年2月4日：《都市閒情》（「星級寵物駕到」環節）
- 2017年1月：《1+1的幸福》

### 電視節目（香港電台）
嘉賓主持
- 2021年：香江暖流

2021年8月13日，聲夢傳奇15位學員的演唱會（第二場）

## 外部連結
- 2005年度香港小姐競選-佳麗個人網頁
- 麥雅緻與張穎康的Facebook專頁 （页面存档备份，存于）
- 麥雅緻的Instagram帳戶